# Görälven
Der Görälven (schwedisch) (norwegisch Ljøra) ist der südliche Quellfluss des Västerdalälven im schwedisch-norwegischen Grenzgebiet.
Der etwa 80 km lange Fluss hat seinen Ursprung im Norden des Drevfjäll in der schwedischen Provinz Dalarnas län. Von dort fließt er in südlicher Richtung durch das Gördalen und überschreitet die Grenze zu Norwegen. Er durchfließt das Ljørdalen in der norwegischen Fylke Innlandet. Von Westen trifft die Drevja auf den Görälven. Der Flusslauf des Görälven grenzt das Drevfjäll im Westen vom Fulufjäll im Osten ab sowie das Fulufjäll nach Süden hin. An der schwedischen Grenze ändert er seine Richtung abrupt nach Osten, überquert die Grenze und fließt etwa 15 km in nordöstlicher Richtung bis zu seinem Zusammenfluss mit dem aus Norden kommenden Fuluälven zum Västerdalälven.